# 博爾 (捷克)

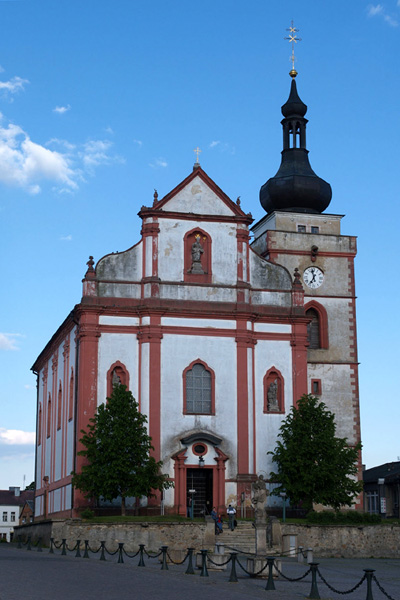

博爾是捷克的城鎮，位於該國西部，距離首府皮爾森50公里，毗鄰與德國接壤的邊境，由比爾森州負責管轄，面積116.52平方公里，海拔高度472米，2011年人口4,334。

## 外部連結
- Municipal website （页面存档备份，存于） (cz)